# フォルクスワーゲン・タイプ3
フォルクスワーゲン・タイプ3は西ドイツ（当時）のフォルクスワーゲンが1961年から1973年まで製造販売した空冷リアエンジン方式の乗用車である。

## 概要
販売されていた当時にはVW1500、後にVW1600と排気量をとって呼ばれたが、のちにタイプ1がVW1500へモデルチェンジしたため区別が難しくなり、現在では、ビートル（タイプ1）、トランスポーター（タイプ2）と411/412(タイプ4)に挟まる第三の車型として「タイプ3」と総称されることが多い。
ビートルと共通の2,400 mmのホイールベースに、デビュー当時としては常識的なスタイルのフルワイズ・フラッシュサイド型ボディを持ち、室内もトランクスペースもビートルより格段に広い機能的なモデルであった。
総合的な完成度は一定水準以上にあったが、当時の1.5 L超クラスの中級乗用車では少数派の空冷エンジン車（ヒーター機能や騒音面で主流派の水冷車に比べ劣る）であったことや、ラインナップに汎用性のある4ドアモデルを持たなかったことなど、戦略的な問題もあり、同時代の競合メーカー製品との競争力を維持できなかった。一方で長年の実績によって市場から根強い支持を得ていた先輩格のビートルに取って代わる存在になることもできなかった。
ファストバックボディを持つモデルや、世界初の電子制御燃料噴射エンジンなどを追加投入したものの、最終的にはビートルより早く生産を終了することとなった。同社は後継のタイプ4も販売が芳しくなく、ビートルとの世代交代に2代続けて失敗しているが、ベーシックカーの刷新を図るも、後継車が先に生産を終えるという例は、ミニとメトロ、2CVとディアーヌなどでも見られる。

### バリエーション
1961年9月に最初に登場したのは2ドアノッチバックセダンの「VW・1500」と、2ドアクーペの「カルマンギア1500」(通称「タイプ34カルマンギア」) の2種類であった。2ドアワゴンのヴァリアント (輸出先のアメリカでは「Squareback」と呼ばれた)は翌1962年1月に追加された。
ファストバックセダンは1965年8月に追加され、それ以降はノッチバック型が「L」、ファストバックが「TL」と呼ばれるようになった。当初はコンバーチブルも生産される予定であったが、実現しなかった。なお、タイプ3が北米に輸出されるようになったのは、このTL（北米での車名は「Fastback」）が登場してからで、ノッチバック型は正規輸出されなかった。

### メカニズム
エンジンは基本的にビートルと共通の空冷水平対向4気筒ガソリンエンジンである。デビュー当初は排気量1,493 cc、最高出力45馬力で、車重880 kgの2ドアセダンを最高速度125 km/hで走らせた。
ただし、エンジン自体は単純にビートルの流用ではなかった。オイルクーラーなど冷却系統をはじめとする補機類のレイアウトに変更を加え、エンジン全高が低く抑えられ、「パンケーキ・エンジン」の異名を取るほどコンパクトなエンジンに仕立てられていたのである。
これにより通常のセダンモデルでも、リアのエンジンルーム上を蓋でふさぎ、その上の空間をラゲッジスペースとして利用できるようになった。フロントノーズのラゲッジスペースも併せて利用できるため、リアエンジン車特有の欠点であるラゲッジスペース不足問題を解消して、フロントエンジン車に対する市場競争力を高めた。エンジンルーム上の室内高が大きいバリアントやファストバックセダンでは、相当量の荷物を積むことが可能となった。もっとも、エンジン真上部分では遮熱に問題があり、また後年にはエンジンルームの狭さゆえ、カークーラーの装備が困難なことが欠点となった。
ライバル車がモデルチェンジのたびにパワーアップ、高速化していくため、タイプ3のエンジンも徐々に強化されて行った。1963年8月にはツインキャブレター化して54馬力とした「1500 S」が追加され、その後1965年8月にTLが追加された際にシングルキャブ1,584 cc 54馬力となり、最高速度は135 km/hとなった。この際車名が「VW・1600」となった。
1968年6月には、世界最初の量産型電子式燃料噴射エンジンを搭載し、65馬力にパワーアップした「1600LE・1600TLE」が追加された。同時に3速フルオートマチックも装備可能となった。
エンジン以外にタイプ3がビートルよりも進歩していた点としては、フロントサスペンションがある。トレーリングアームと横置き式のトーションバー・スプリングを組み合わせるレイアウトは同じであったが、ビートルはトーションバー・スプリングが開発当時量産できず、代用品として、極めて細長い板バネを直線の帯状に重ねて束ねたトーションリーフスプリングを使用していた。しかし、このレイアウトであればトーションバーの方が本来は望ましく、タイプ3ではようやく横置きトーションバーが初採用され、アンチロールバーとしての役割も果たすようになった。
1969年8月には、ボンネット（フロントオーバーハング）が120 mm延長されてフロントトランクのスペースが拡大された他、バンパー形状の変更や、テールランプの大型化（安全対策と見栄え向上）などが行われた。

## 生産台数

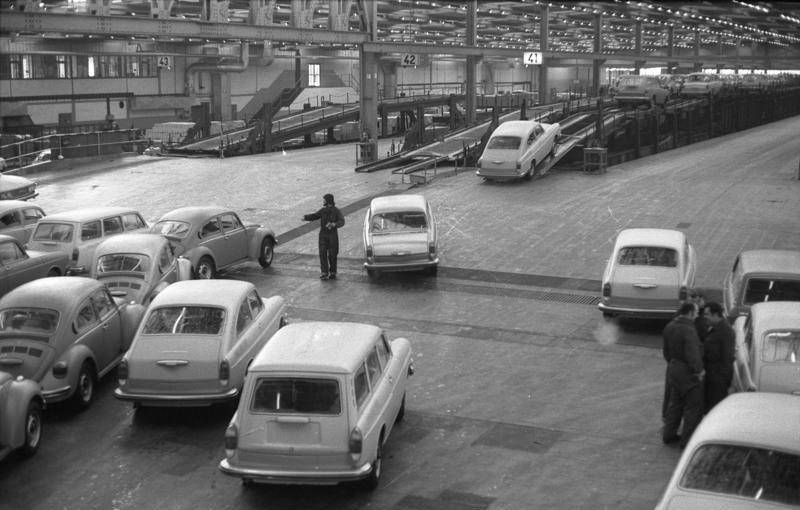
出荷される後期型タイプ3

タイプ3は前輪駆動、水冷エンジンの新世代のVWであるパサートの登場と共に1973年7月をもって生産終了となった。12年間に250万台余りが生産されており、VW以外のメーカーの製品であれば、十分な成功作、そしてロングセラーとして評価されるほどの販売成績を収めている。
タイプ別生産台数は以下の通りである。
- セダン（ノッチバック・ファストバック合計）: 133万9,124台
- ワゴン（ヴァリアント）: 120万2,935台
- コンバーチブル試作車: 12台
- シャシのみ: 311台

## 派生車種

### カルマンギア

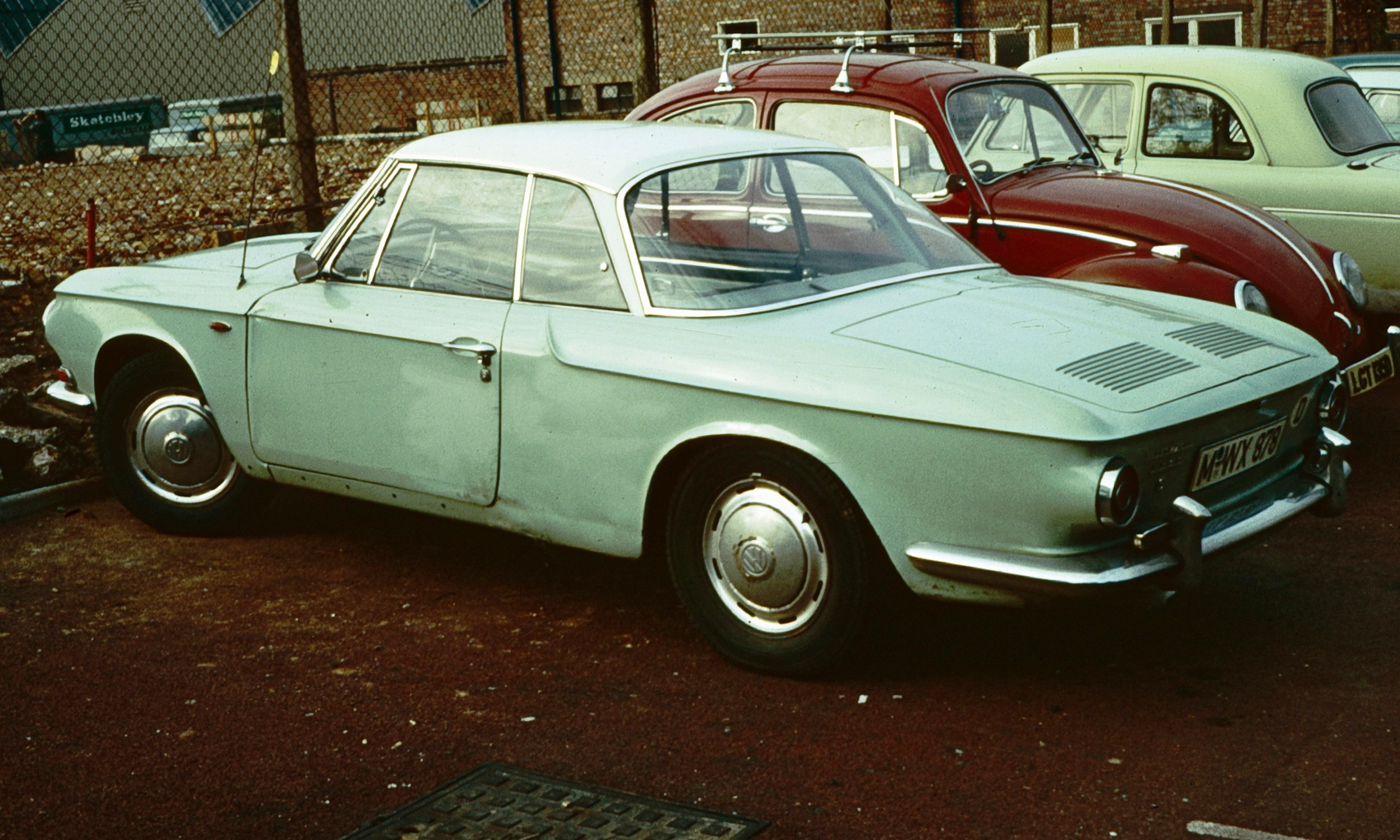
タイプ34カルマンギア

1961年、セダンと同時にタイプ3をベースに全く新しいスタイルの「タイプ34」カルマンギアが登場した。同時代のアメリカ車の影響が顕著に感じられるエッジの効いたスタイリングを特徴とし、価格もビートルの2倍近くと比較的高価で、装備についても1963年からは電動サンルーフがオプション装備可能となるなど、タイプ1カルマンギアよりも高級志向であった。また、他のタイプ3各モデル同様に居住性やトランクスペースは大幅に改善されていた。
しかしそのスタイルはタイプ1カルマンギアほどの人気を得ることができず、カルマンがポルシェ・914の生産を開始した1969年に、タイプ1より先に消滅した。生産台数も4万2,505 台と、年間平均5,000台程度に留まり、今日では稀少車扱いされ始めている。この生産台数の少なさは、アメリカに正式輸出されず、タイプ1カルマンギアのようにブラジル法人でも生産されなかったためであった。

### ブラジル生産車

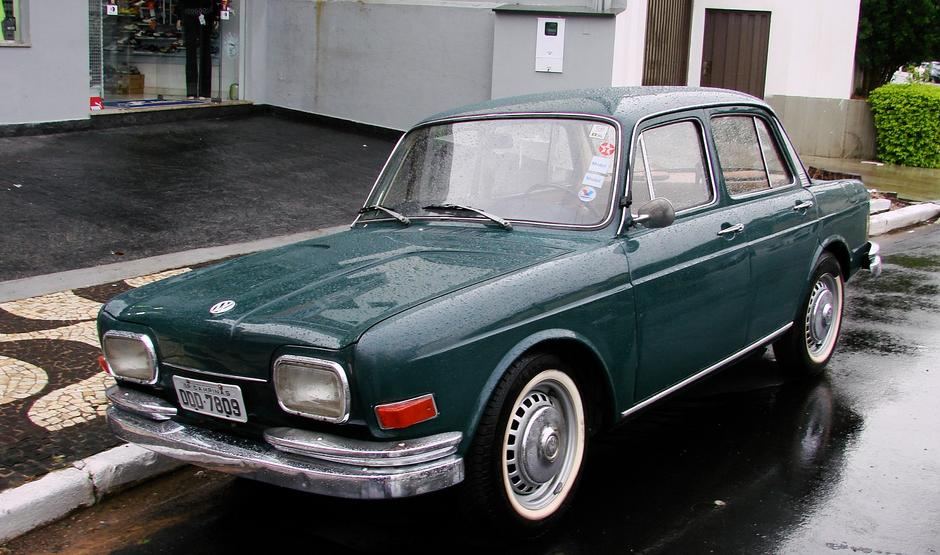
ブラジル製VW1600・ノッチバック

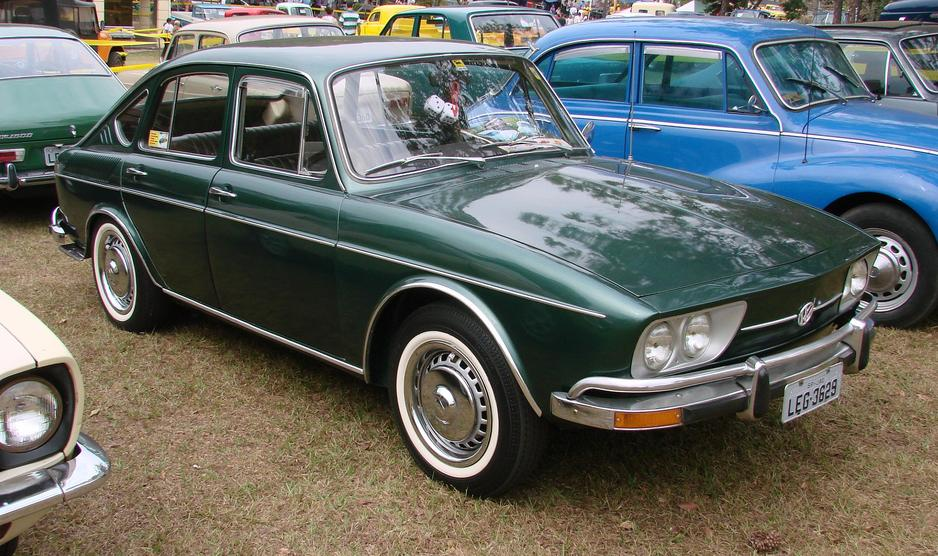
ブラジル製VW1600・ファストバック

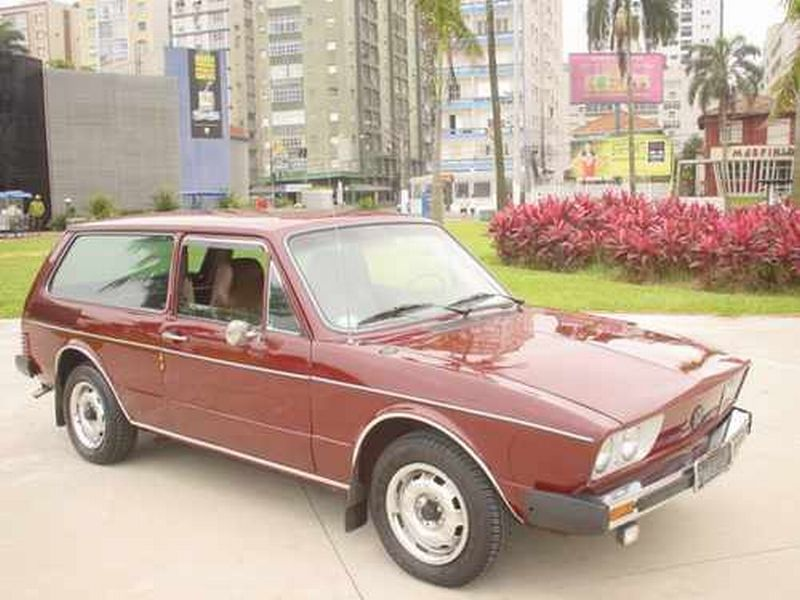
ブラジル製VW1600・ヴァリアンチ II

ブラジル法人では、タイプ3は1968年に現地生産開始となったが、本国にはない4ドアノッチバックで、スタイルも1970年に登場するブラジル法人のオリジナルモデルの「ブラジリア」に良く似た独自のものであった。
ファストバック版は1970年に追加され、こちらも2ドアに加えて独自の4ドア版が用意されて1976年まで生産された。こちらの方がより多く販売されたが、ブラジルにおけるタイプ3で最も人気があったのは1969年に登場した3ドアワゴンの「ヴァリアンチ」であった。
「ヴァリアンチ」はセダン型が生産中止になった後の1977年にモデルチェンジを受けて、「ブラジリア」をベースにより角張ったスタイルの「ヴァリアンチII」となって、1980年まで生産された。ブラジル版は結局、ノッチバック2万4,475台、ファーストバック10万9,515台、「ヴァリアンチ」25万6,760台、「ヴァリアンチ II」4万1,002台の合計43万1,752台が生産された。

## 日本への輸入
日本では当時の輸入総代理店ヤナセを通じて販売された。生産終了後も中古車として並行輸入されるケースも多く、ビートル同様、趣味の対象として若者に愛好された。